# Scohaboy Bog
Scohaboy Bog är en mosse i republiken Irland.   Den ligger i grevskapet Tipperary och provinsen Munster, i den centrala delen av landet, 130 km väster om huvudstaden Dublin.